# Potkańscy herbu Brochwicz
Potkańscy herbu Brochwicz (oboczność Podkańscy, m. Potkański/Podkański, ż. Potkańska/Podkańska) – polska rodzina szlachecka.
Wywodzili się z  powiatu radomskiego. Swoje nazwisko wzięli od gniazda rodowego Potkanów (ob. dz. Radomia). W okresie staropolskim posiadali średniej wielkości majątek ziemski, który poza rodowymi dobrami składał się z kluczy: Potworów, Grabów, Gruszczyn. W dwóch ostatnich kluczach, od XVII w., rozwijali osadnictwo olenderskie. Zajmowali szereg urzędów ziemskich województw sandomierskiego i łęczyckiego.

## Przedstawiciele
- Jan Potkański (fl. 1545)[1] – podstarości radomski
- Krzysztof Potkański (fl. 1589–1608)[1] – prawnik, teolog, filozof państwa, doktor obojga praw i teologii, autor m.in. Poprawy praw i sposobu statutu spisanego podług Konstytucyi
- Seweryn Potkański[1] – sędzia grodzki radomski, żonaty z Teofilą Noskowską herbu Łada
- Aleksander Potkański (fl. 1690–1693)[1] – ksiądz, dziekan chełmski, kanonik kijowski
- Kolumba Potkańska[1] – dominikanka w Górze Kalwarii, Służebnica Boża
- Jan Potkański (fl. 1791)[1] – starosta inowłodzki, łowczy sandomierski, żonaty z Krystyną Gojską h. Doliwa
- Józef Potkański (zm. 1782) – kasztelan radomski, starosta zwoleński, łowczy sandomierski
- Stanisław Potkański (fl. 1738)[1] – opat w Sulejowie
- Antoni Potkański (zm. 1782) – podczaszy sandomierski, porucznik chorągwi pancernej kasztelanii przemyskiej
- Franciszek Potkański (1708–1789) – biskup pomocniczy krakowski
- Jan Florian Potkański[1] – zakonnik, pijar
- Kasper Potkański[1] – chorąży Gwardii Koronnej
- Teresa Potkańska[1] – przeorysza benedyktynek w Radomiu
- Aleksander Potkański (zm. 1821) – starosta radomski, marszałek województwa sandomierskiego w konfederacji targowickiej
- Karol Potkański (1861–1907), historyk, etnograf, taternik